# Michael Lösel

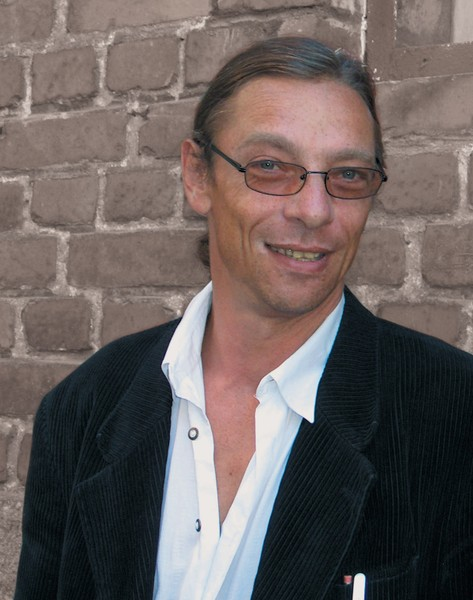
Michael Lösel

Michael Lösel (* 1957 in Weiden in der Oberpfalz) ist ein deutscher Autor, Musiker und Zeichner.

## Leben und Wirken

### Beruflicher Werdegang

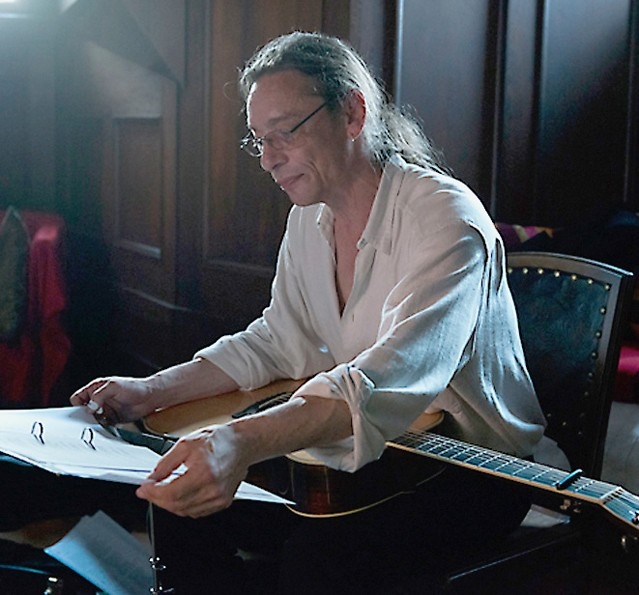
Michael Lösel bei einem Auftritt

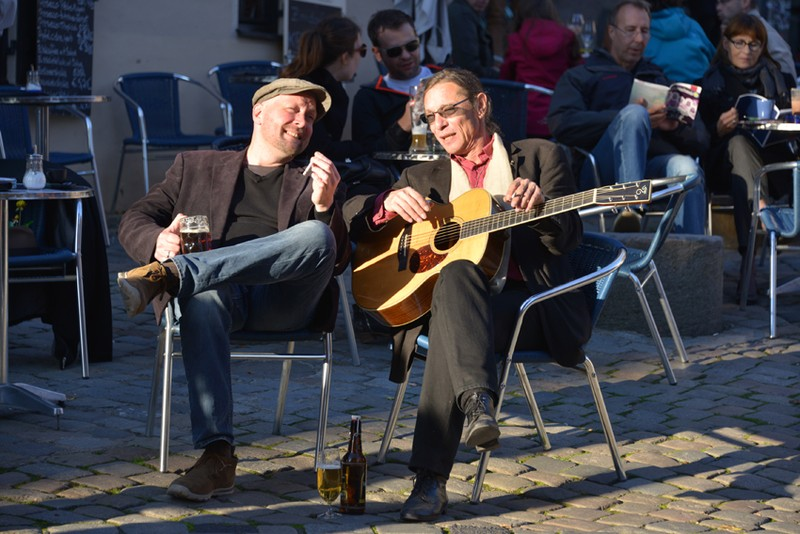
Michael Lösel in der Nürnberger Altstadt, gemeinsam mit Holger Trautmann, Mitglied des Poetischen Theaters

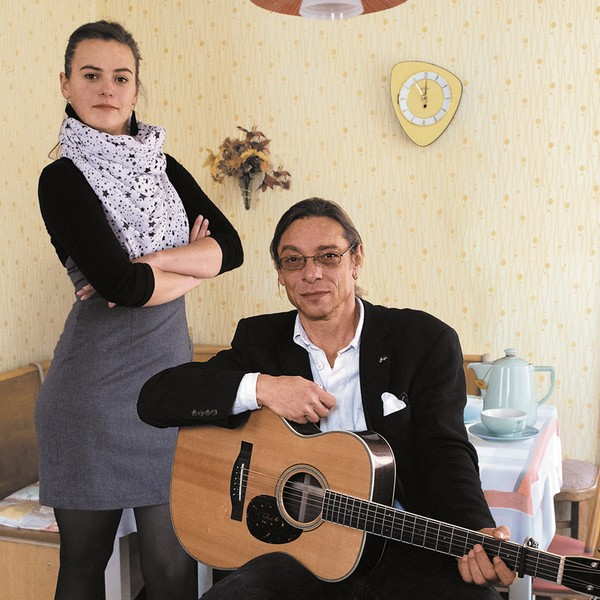
Michael Lösel und Susanne Rudloff – das duo wortbruch

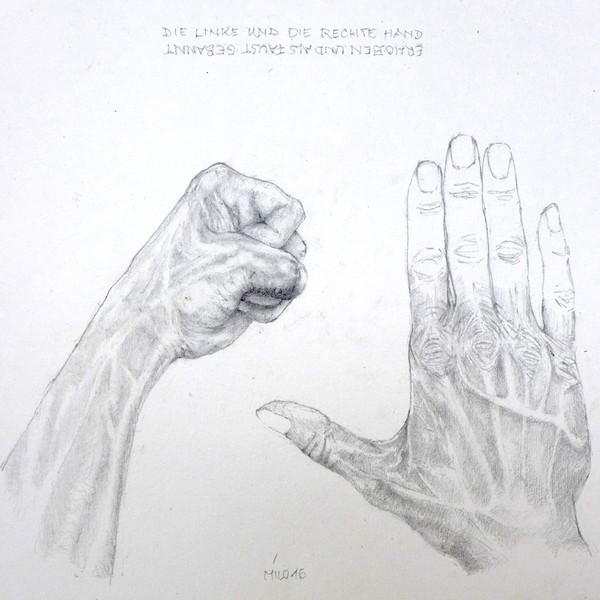
Zeichnung von Michael Lösel

Lösel legte 1977 das Abitur ab und studierte  an der Universität Erlangen Deutsch, Sozialkunde und Geschichte für das Lehramt an Gymnasien und schloss mit Magister Artium in Germanistik, Soziologie und Politologie ab. Das Thema seiner Magisterarbeit war Jean Pauls Romanwerk. Von 1984 bis 1987 war er wissenschaftlicher Mitarbeiter des Centrums Industriekultur in Nürnberg unter der Leitung von Klaus-Jürgen Sembach, wo er mit dem Aufbau des Sammlungsbestands beschäftigt war und für das er kulturhistorische Aufsätze verfasste.
Für das unter der Ägide Hermann Glasers avisierte heutige Museum Industriekultur war Lösel maßgeblich für den Aufbau der Gipsmühle Neubleiche in der Museumsstraße in der ehemaligen Tafelhalle verantwortlich. Außerdem war er freiberuflich tätig am Goethe-Institut in München und bei Radio 8 in Ansbach.
1991 folgte die Ausbildung zum Technischen Redakteur; seit 1994 ist er selbstständig. Er lebt in Nürnberg.

### Künstlerischer Werdegang
1977–1994 war Lösel Mitglied der Folkgruppe „Wunderhorn“, die Gedichte aus der Zeit zwischen den Revolutionen 1789 und 1848 vertonte. Seit 1986 leitet er den Literaturkreis „ehem. Bleichstraße“, seit 1997 redigiert er „Poesie an der Pegnitz“, die Literaturseite der Pegnitz-Zeitung, und ist Herausgeber der Taschenbuchreihe Faltung im Fahner Verlag. Seit 2000 erscheinen unter dem Titel „Pegnitzrauschen“ entsprechende Anthologien, die von Lesungen begleitet werden. Ebenso leitete er 2006–2008 die Schreibwerkstatt „Poesie an der Pegnitz“, ist er Mitglied im „Literaturkombinat“, Initiator und Moderator der „Textarena“ und Begründer und Leiter des „Projektes Muse[e]n-Lesungen“, das sich inzwischen zum „Poetischen Theater“ entwickelt hat. Auch der Musik bleibt er treu, sei es durch Auftritte beim Bardentreffen und bei anderen Festivals der fränkischen Region, durch eigene Soloprogramme mit gesprochenen Balladen zur Gitarrenmusik oder durch das Duo „wort|bruch“. Er ist Mitglied des Pegnesischen Blumenordens, in deren Zeitschrift Blattwerk er auch Beiträge veröffentlicht.

## Veröffentlichungen (Auswahl)

### Als Autor
- Aquarien im Keller. Träume und Phantastische Geschichten (mit Illustrationen von Almuth Ertl). Fahner, Lauf 2014, ISBN 3-924158-67-3
- Wolfsmilch. Eine Spurensuche in Wolf Klaußners Blätterwald. Fahner, Lauf 2014, ISBN 978-3-942251-18-1
- als Norbert Martin: Morgenstern und Abendroth. Iatros-Verlag, Sonnefeld-Gestungshausen 2019, ISBN 978-3-86963-616-0

### Als Herausgeber
- Briefe & Taten – Eine Auseinandersetzung zum 100sten Treffen des Literaturkreises. Lauf: Fahner, Lauf 1996, ISBN 3-924158-30-4
- Touren – Talking Acts. Fahner, Lauf 1998, ISBN 3-924158-35-5
- Pegnitzrauschen – Eine Literatursammlung aus Franken. Fahner, Lauf, 2000, ISBN 3-924158-50-9.
- Pegnitzrauschen zweite Welle – Eine Literatursammlung aus Franken. Fahner, Lauf 2002, ISBN 3-924158-68-1.
- Fleiß & andere Kostbarkeiten. Ein literarischer Rundgang durch das Museum Industriekultur. W. Tümmels, Nürnberg 2011, ISBN 978-3-940594-29-7.
- Fleiß & andere Kostbarkeiten II. Ein literarischer Rundgang durch das Museum Industriekultur (Nürnberg). W. Tümmels, Nürnberg 2013, ISBN 978-3-940594-29-7.
- Wasserkraft & andere Energien. Ein literarischer Rundgang durch das Museum Industriekultur. Fahner, Lauf 2013, ISBN 978-3-942251-09-9.

### Beiträge
- Räder im Fluß – Geschichte der Nürnberger Mühlen. W. Tümmels, Nürnberg, Hrsg. Centrum Industriekultur Nürnberg, 1986, ISBN 3-921590-04-3.
- Stiefbrüder – Was Ostmänner und Westmänner voneinander denken. Hrsg. Katrin Rohnstock, Elefanten Press, Berlin 1995, ISBN 3-88520-563-7
- seit 2010: Wortlaut, Literaturzeitschrift der Nürnberger Kulturläden, jährlich (Nürnberg)
- Püppchen & andere Miniaturen. Ein literarischer Rundgang durch das Spielzeugmuseum. W. Tümmels, Nürnberg 2011, ISBN 978-3-940594-35-8.
- Scharfe Gerichte & andere Erfolgsrezepte. Ein literarischer Rundgang durch das Museum Tucherschloss. W. Tümmels, Nürnberg 2012, ISBN 978-3-940594-40-2.
- Ein Herz für Franken. Hrsg. Steffen Radlmaier, ars vivendi verlag,  Cadolzburg 2013, ISBN 978-3-86913-282-2.
- Märsche & andere Gangarten. Eine literarische Annäherung an das Dokumentationszentrum Reichsparteitagsgelände. Fahner, Lauf 2013, ISBN 978-3-942251-12-9.
- Was bei mir wirklich hängen blieb, Erinnerungen an die Schulzeit. Hrsg. Thomas Rüger,  Edition Knurrhahn, Thomas Rüger Verlag, Nürnberg, 2017, ISBN 978-3-932717-55-0

## Diskografie
- 1981: Wunderhorn: Von Flüchtenden und Liebenden; LP/CD 1981/2001, Aufnahme und Mix down von Sonny Hennig; Meistersinger Musikproduktion.
- 1986: Mühlenlieder (mit Wunderhorn); Aufnahme und Mastering: Grille Roth, Studio Jochen Höfler, Weißenohe.
- 1992: Mein Name Klabund (Wunderhorn Live); Bernd Lindner A+P Records Musikproduktion, Fürth.
- 1997: Einbeinige Jungs mit Tretrollern: Alltägliches Pech; Stefan Blum, Monty Groove Studio Fürth; BTM Gostenhof Basement Tapes, Mediatone LC 5672.
- 2006: Herbstwein. Kneipenballaden; eigene Texte vom Autor gelesen, von Klaus Brandl begleitet; Hörbuch mit modernen Balladen; PSST Verlag LC 03187.
- 2007: Bardentreffen Sampler; „Gedenken“, Ballade, ML (Git/Voc), Heinrich Filsner (Bass), James Durham (Sax); Heartmoon Records, c/o Harald Strecker Medien GmbH.
- 2009: Wir sprechen uns – Ein Mitschnitt aus dem Podcast des VS Mittelfranken: Hörbuch, Hrsg. Madeleine Weishaupt; Anthologie mit Texten fränkischer Autoren. Thomas Rüger Verlag, Edition Knurrhahn, Nürnberg, ISBN 978-3-932717-35-2.
- 2014: auf|bruch|stim|mung (duo wort|bruch): Hörbuch mit Texten von Susanne Rudloff und Michael Lösel, der die Texte auch vertont hat, ISBN 978-3-933291-00-4, PSST Verlag LC 03187, PSST 119.